# Абельська Ірина Степанівна
Іри́на Степа́нівна Абельська (біл. Ірына Сцяпанаўна Абельская, рос. Ирина Степановна Абельская; нар. 1965, Берестя) — білоруський педіатр і ендокринолог, певний час була особистим лікарем білоруського лідера Олександра Лукашенка і ймовірна мати його наймолодшого сина Миколи; доктор медичних наук.

## Біографія

### Освіта

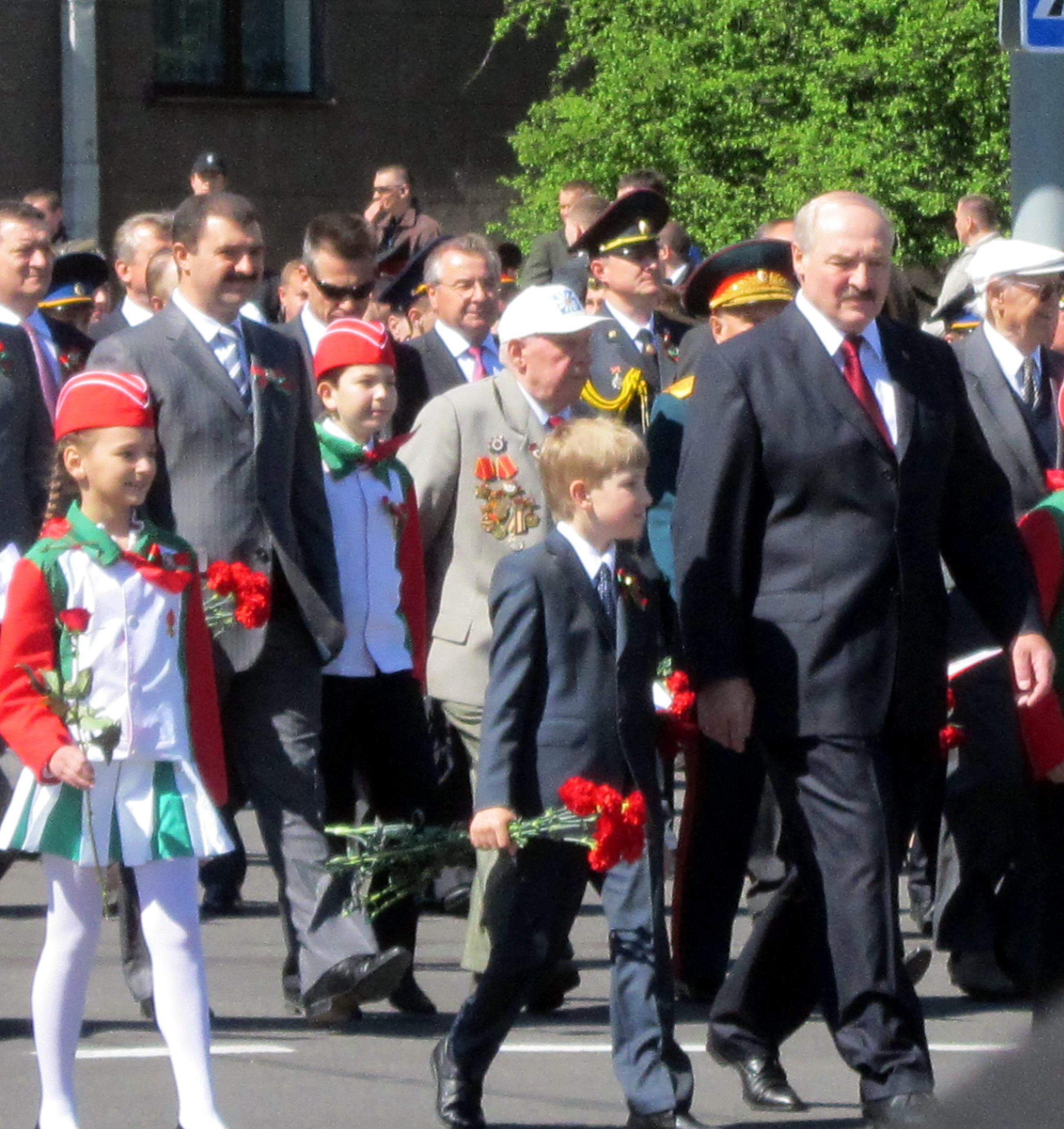
Олександр Лукашенко з сином Миколою – вірогідним сином Ірини Абельської

Ірина Абельська народилася у 1965 році у Бересті, Білоруської РСР. Вона походить з сім'ї з медичними традиціями. Її бабуся була фельдшеркою, і всі її родичі були пов'язані з медициною. Мати Ірини Абельської, Людмила Пастоялко, у 2001—2005 роках працювала міністром охорони здоров'я Республіки Білорусь. Батько — Степан Миколайович Постоялко, народився 1933 року в селі Батарея Березівського району Берестейської області. 1952 року разом із батьками та братом був засуджений до багаторічного тюремного терміну за допомогу Організації українських націоналістів. Постоялка було звільнено у 1956 році за амністією та реабілітовано у 1992 році. Тітка і брат Абельської також є лікарями.
У 1988 році Ірина Абельська закінчила кафедру педіатрії Мінського державного медичного інституту за спеціальністю «педіатрія». У 2004 році здобула ступінь кандидата медичних наук. Тема кандидатської дисертації — Рентгенодіагностика на етапах медичної реабілітації хворих з остеохондрозом шийного відділу хребта. У 2011 році здобула ступінь доктора медичних наук. Тема її докторської дисертації — Шийний остеохондроз: променева візуалізація та технологія медичної реабілітації хворих.

### Робота
Ірина Абельська закінчила інтернатуру у 3-й дитячій муніципальній клінічній лікарні міста Мінська. Після чого впродовж трьох років працювала педіатром у 25-й дитячій поліклініці. У 1992—1994 роках була ендокринологом Міської ендокринологічної клініки та лікарем ультразвукової діагностики у Мінському діагностичному центрі (за іншим джерелом, у 1990—1994 роках працювала консультантом-ендокринологом Клінічної лікарні № 9).
З 1994 по 2001 рік працювала лікарем-терапевтом у Республіканській лікарні Головного управління лікувально-профілактичних і санаторно-курортних установ Адміністрації Президента Республіки Білорусь. Вона була особистим лікарем Олександра Лукашенка (за іншим джерелом, восени 1994 року вона почала працювати лікарем вищої категорії в медичній комісії в ендокринологічному відділенні і жіночій консультації). Від 2001 до весни 2007 року, а потім знову з 2 листопада 2009 року — головний лікар Республіканського клінічного медичного центру Ради Президентських справ.
2024 року Абельська стала членом Ради Республіки.

## Сімейне та особисте життя
Під час навчання Ірина Абельська зустріла свого майбутнього чоловіка. Незабаром після цього вона вийшла заміж і народила старшого сина, Дмитра Євгеновича Абельського. Проте її шлюб тривав недовго, і багато років Ірина сама виховувала свого сина. Дмитро закінчив гімназію Білоруського державного університету та медичний факультет, здобувши освіту офтальмолога, і почав працювати в офтальмологічному центрі. Ірина Абельська також має другого, молодшого сина, чия ідентичність неясна. За даними недержавних ЗМІ, існує велика ймовірність, що це — Микола Лукашенко, позашлюбний син білоруського лідера Олександра Лукашенка. Згідно з неофіційними джерелами, Микола народився у серпні 2004 року.
Ірина Абельська має віллу в елітному мінському районі Дрозди, де мешкають представники влади і тісно пов'язані з Олександром Лукашенком люди. У цьому ж районі у 2020-му році було відкрито приватну гімназію. За даними Білоруського розслідувальницького центру, її побудувала фірма «Горизонти знань», яку заснувала Ірина Абельська, будучи при цьому державною службовкою. Там навчалися Микола Лукашенко і три доньки Дмитра Лукашенка.
Декларує себе віруючою, сповідує православ'я.

## Нагороди
- Орден Пошани (26 листопада 2018 року)[12]
- Заслужений лікар Республіки Білорусь (19 липня 2024 року)[13]